# Araeognatha lankesteri
Araeognatha lankesteri är en fjärilsart som beskrevs av John Henry Leech 1900. Araeognatha lankesteri ingår i släktet Araeognatha och familjen nattflyn. Inga underarter finns listade i Catalogue of Life.